# Eugène Letourneau
Pour les articles homonymes, voir Létourneau.
Eugène Letourneau, né à Paris (ancien 1er arrondissement) le 14 mars 1836, et mort à Nantes le 22 octobre 1872, est un miniaturiste français.

## Biographie
Eugène Letourneau est élève de Simon Horsin-Déon,. Il expose des portraits-miniatures de 1865 à 1870.